# Зама (фильм)
«Зама» (исп. Zama) — аргентинский фильм режиссёра Лукресии Мартель. Сценарий основан на одноимённом романе 1956 года Антонио Ди Бенедетто. Премьера фильма состоялась на 74-м Венецианском кинофестивале 31 августа 2017 года. Фильм был выбран в качестве аргентинской заявки на премию «Оскар» за лучший фильм на иностранном языке, но не был номинирован.

## Сюжет
Конец XVIII века. В отдалённой южноамериканской колонии Испанской империи — вице-королевстве Рио-де-Ла Плата — несёт нелёгкую службу немолодой коррехидор Диего де Зама. Получив известие о переводе местного губернатора, он находится в ожидании лучшего назначения. Беспокоясь о собственной карьере и одновременно переживая как за оставленную в столице семью, так и за судьбу прижитого с местной индеанкой внебрачного ребёнка, Диего переживает острый духовный кризис.
Тем временем губернатор, недовольный вольнодумством Фернандеса — молодого подчинённого Замы, втайне от начальства занимающегося литературным творчеством, выносит Диего строгий выговор, пригрозив отказом в назначении в вожделённую Лерму. После того как Зама вынужденно пишет изобличающий начинающего литератора отчёт, губернатор рекомендует ему смиренно ожидать высочайшего рассмотрения его рекомендательного письма.
Расстроенный неудачей, Зама сначала безуспешно пытается ухаживать за богатой замужней донной Люсианой Пиньярес де Луенга, а затем отправляется в опасную экспедицию по поимке местного разбойника Викуньи Порто. Чудом вырвавшись из индейского плена и сбежав от жестоких грабителей, искалеченный и униженный чиновник оказывается в индейской лодке, спасённый местными жителями — без рук, без надежд и без внятного будущего…

## В ролях
- Даниэль Хименес Качо — Диего де Зама
- Лола Дуэньяс — Люсиана Пиньярес де Луенга
- Даниель Веронезе — губернатор
- Матеус Наштергаэли — Викунья Порто
- Хуан Минухин — Вентура Прието
- Науэль Кано — Фернандес
- Рафаэль Спрегельбурд — капитан Иполито Парилья

## Критика
Фильм получил положительные оценки кинокритиков. На сайте Rotten Tomatoes фильм имеет рейтинг 95 % на основе 88 рецензии критиков со средней оценкой 8,3 из 10. На сайте Metacritic фильм получил оценку 89 из 100 на основе 25 рецензий, что соответствует статусу «всеобщее признание».
В 2022 году фильм стал девятнадцатым в списке «100 величайших фильмов аргентинского кино» по результатам опроса, организованного самыми влиятельными специализированными журналами страны и представленного на Международном кинофестивале в Мар-дель-Плата. 